# Pierre Barrère
Pierre Barrère (Perpinhão, 1690 –  Perpinhão, 1 de novembro de  1755) foi um  naturalista, ornitólogo e médico francês.

## Biografia
Barrère exerceu a medicina na sua cidade natal a partir de 1717. Em 1722 partiu para  Caiena, onde permaneceu durante cinco anos. Quando voltou para a França assumiu a cátedra de botânica e trabalhou como médico no hospital militar de Perpinhã.
Na ornitologia, Barrère publicou em 1745 o seu trabalho  "Ornithologiae Specimen Novum, sive Series Avium in Ruscinone, Pyrenaeis Montibus, atque in Galliâ Aequinoctiali Observatarum, in Classes, genera & species, novâ methodo, digesta", em Perpinhã.
Sua classificação das aves, inteiramente baseada na forma do bico e dos pés, foi dividida em quatro grupos: palmípedes, semipalmípedes, fisípedes e os semifisípedes. Dentro destes grupos não havia nenhum tipo de classificação e os diferentes gêneros e espécies estavam mais ou menos desorganizados. Como esta classificação era muito artificial foi  prontamente abandonada. Dedicou este  trabalho ao  Conde de Buffon.
Sobre os fósseis, publicou em 1746 (Paris)  "Observations sur l'origine et la formation des pierres figurées, et sur celles qui, tant extérieurement qu'intérieurement, ont une figure régulière & déterminée".  Seu interesse pela origem e a constituição dos fósseis levaram-no a descrever muitos espécimes da  Catalunha e do maciço dos Pirenéus. Considerou  que os fósseis de moluscos encontrados nos Alpes provavam a existência de um antigo oceano.
Sobre medicina, publicou em 1753 ( Perpinhã )  o trabalho "Observations anatomiques tirées des ouvertures d’un grand nombre de cadavres".
Em relação a sua estadia em Caiena, Barrère escreveu várias obras, entre elas "Essai sur l'histoire naturelle de la France équinoxiale, ou Dénombrement des plantes, des animaux et des minéraux qui se trouvent dans l'isle de Cayenne, les isles de Remire, sur les côtes de la mer et dans le continent de la Guyane" em 1741, e "Nouvelle Relation de la France équinoxiale, contenant la description des côtes de la Guiane, de l'île de Cayenne, le commerce de cette colonie, les divers changements arrivés dans ce pays, et les moeurs et coutumes des différents peuples sauvages qui l'habitent; avec les figures dessinées sur les lieux" em 1743.